# Oressochen melanopterus
El piuquén (Oressochen melanoptera), también denominado guayata, cauquén guayata, ganso andino o huachua, es una especie de ave anseriforme de la familia Anatidae natural del altiplano y las montañas de los Andes, en Sudamérica.

## Zoonimia
El nombre común «piuquén», propio de la zona sur de Sudamérica, proviene del mapudungún piukeñ, vocablo que se ha entendido referido a «unos patos grandes» (piùqueñ ) o a un «ganso salvaje» (peukeñ ).
Por su parte, el nombre «huachua» proviene del quechua central waćhwa, mientras que las voces «guayata» y «huallata» proviene del quechua sureño wallata.[cita requerida]

## Descripción
Es enteramente blanco, salvo el pico y las patas que son rojizos y las alas y cola que son negras. Su longitud total es de entre 66 y 79 cm y su peso es de entre 2,7 y 3,6 kg. Macho y hembra son similares, en plumaje, pero el macho es notoriamente más grande que la hembra.
No se conocen subespecies.

### Comportamiento
Es un ave que se muestra confiada ante la presencia humana en sus poblaciones del altiplano, aunque más al sur, en la zona central de Chile, presenta un comportamiento bastante tímido.

### Reproducción
Su temporada de anidación se extiende entre noviembre y enero, aunque se han llegado a encontrar crías hasta en marzo. Nidifica en el suelo, en laderas de cerros frente a lagunas o en cavidades arenosas, pero nunca directamente en los bofedales. El nido tiene forma de taza redondeada entre el pasto y forrada con el plumón de la misma ave, aunque también puede valerse de plantas acuáticas para la construcción del nido.
Pone entre ocho a diez huevos, pero ocasionalmente la cantidad es menor. La incubación tarda un mes, siendo la hembra quien incuba, mientras el macho permanece cerca de la nidada. Los polluelos empluman en unas doce semanas y se estima que alcanzan la madurez sexual a los tres años. La pareja se mantienen junta por vida, o al menos demuestra una fuerte fidelidad a lo largo varios años.

## Distribución
Su distribución geográfica se extiende por la zona del altiplano de Perú, Bolivia, Argentina y Chile, pero llega a distribuirse más hacia el sur, alcanzando la Región del Ñuble en Chile y llegando ocasionalmente a Mendoza en Argentina. Habita de forma casi exclusiva zonas cordilleranas, preferentemente del altiplano entre los 3500 y 5000 m s. n. m.. En su distribución más al sur ocupa humedales y lagunas cordilleranas, pero bajando hasta humedales en los valles en el invierno.

## Galería

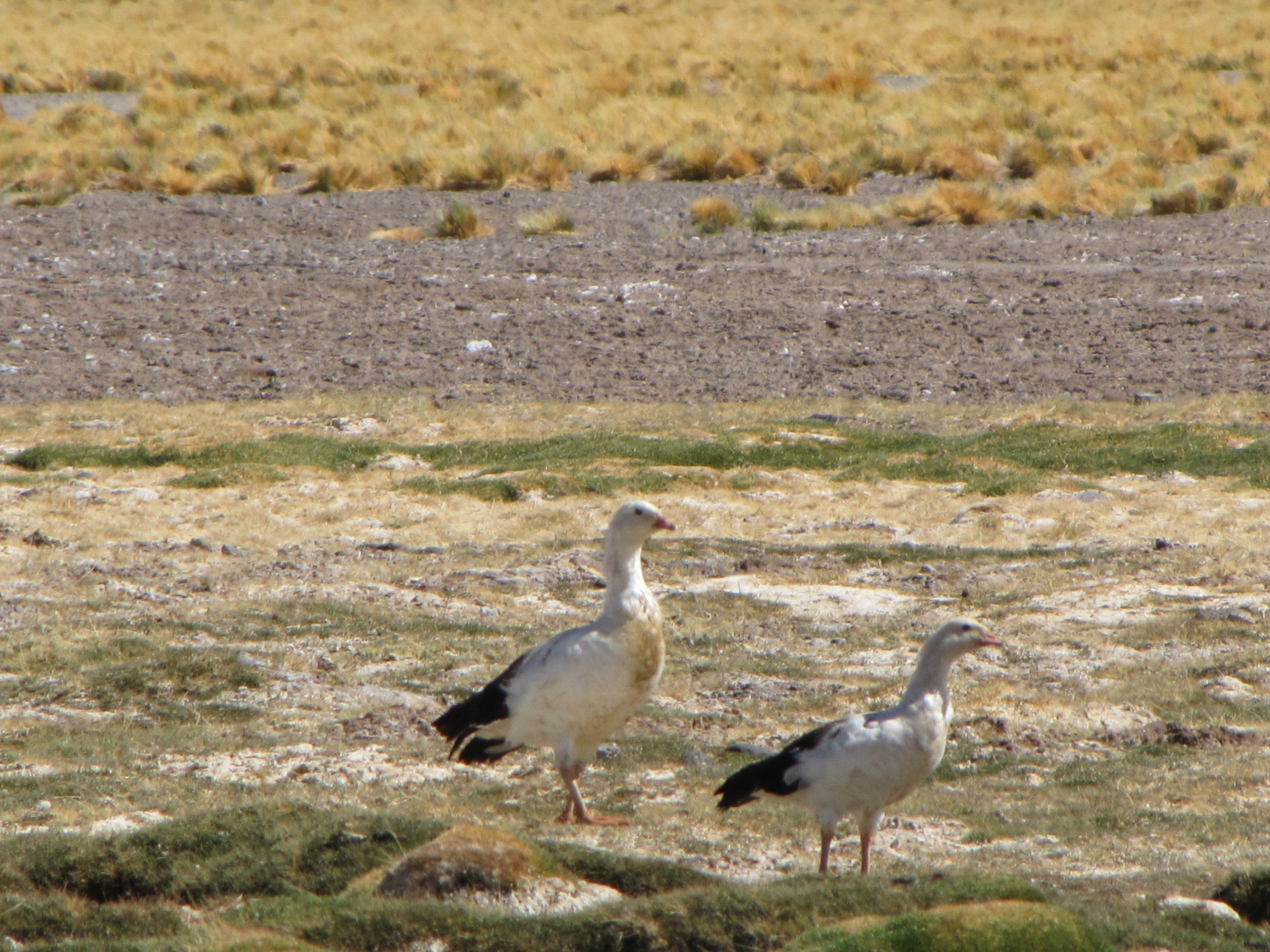
Pareja de piuquenes en la laguna Santa Rosa, Atacama, Chile
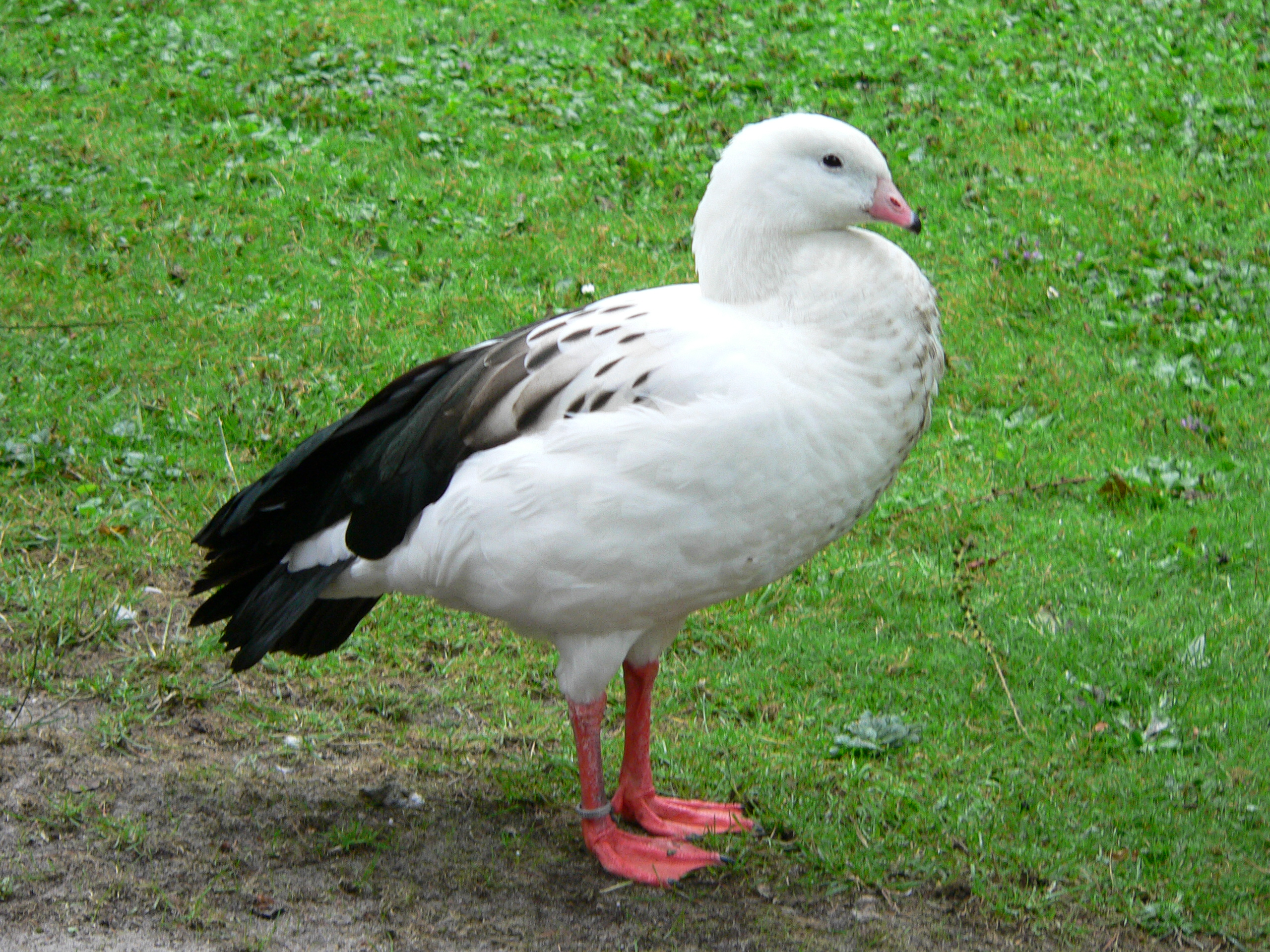
Individuo en cautiverio
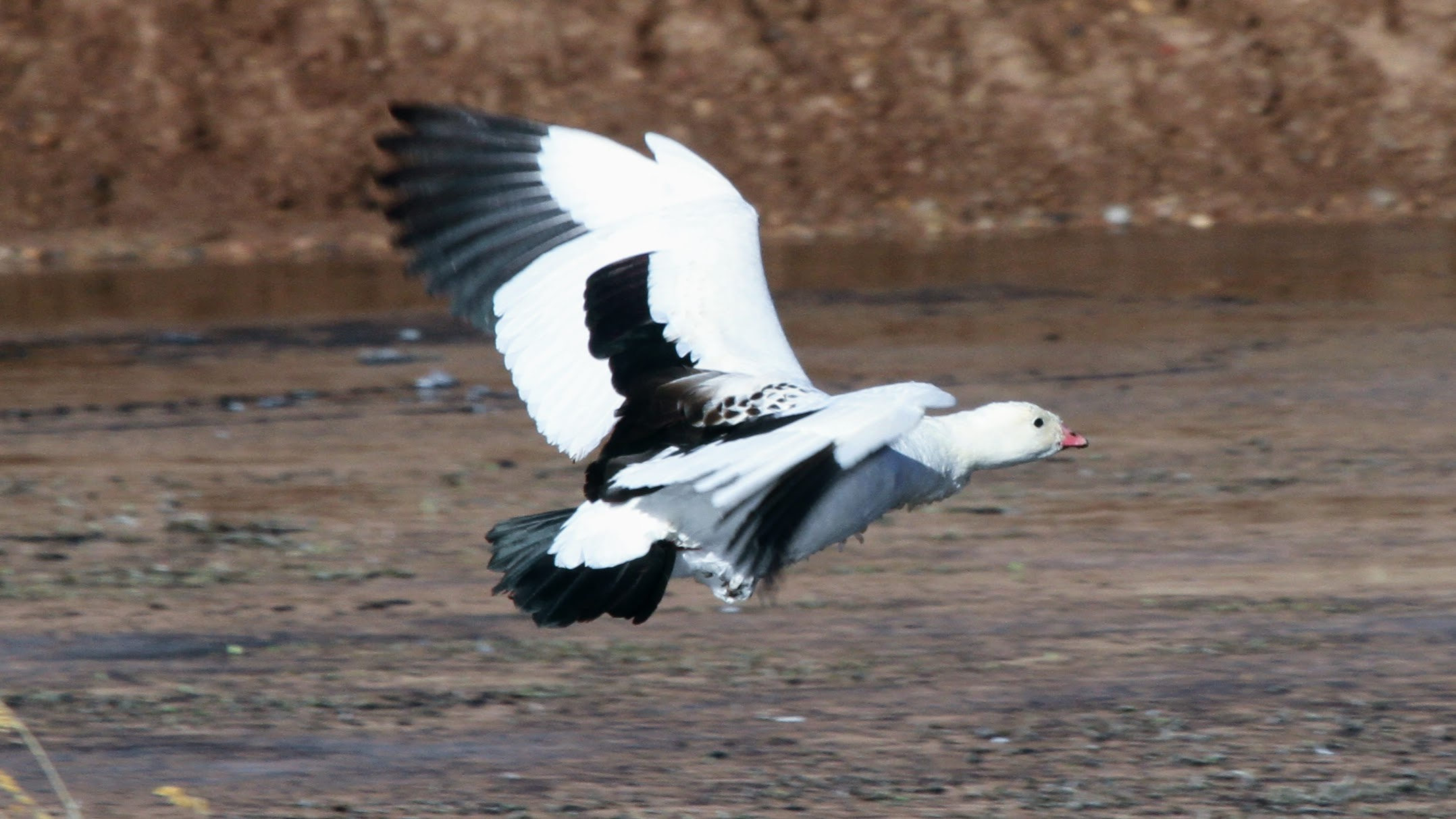
Piuquén en vuelo, Chile
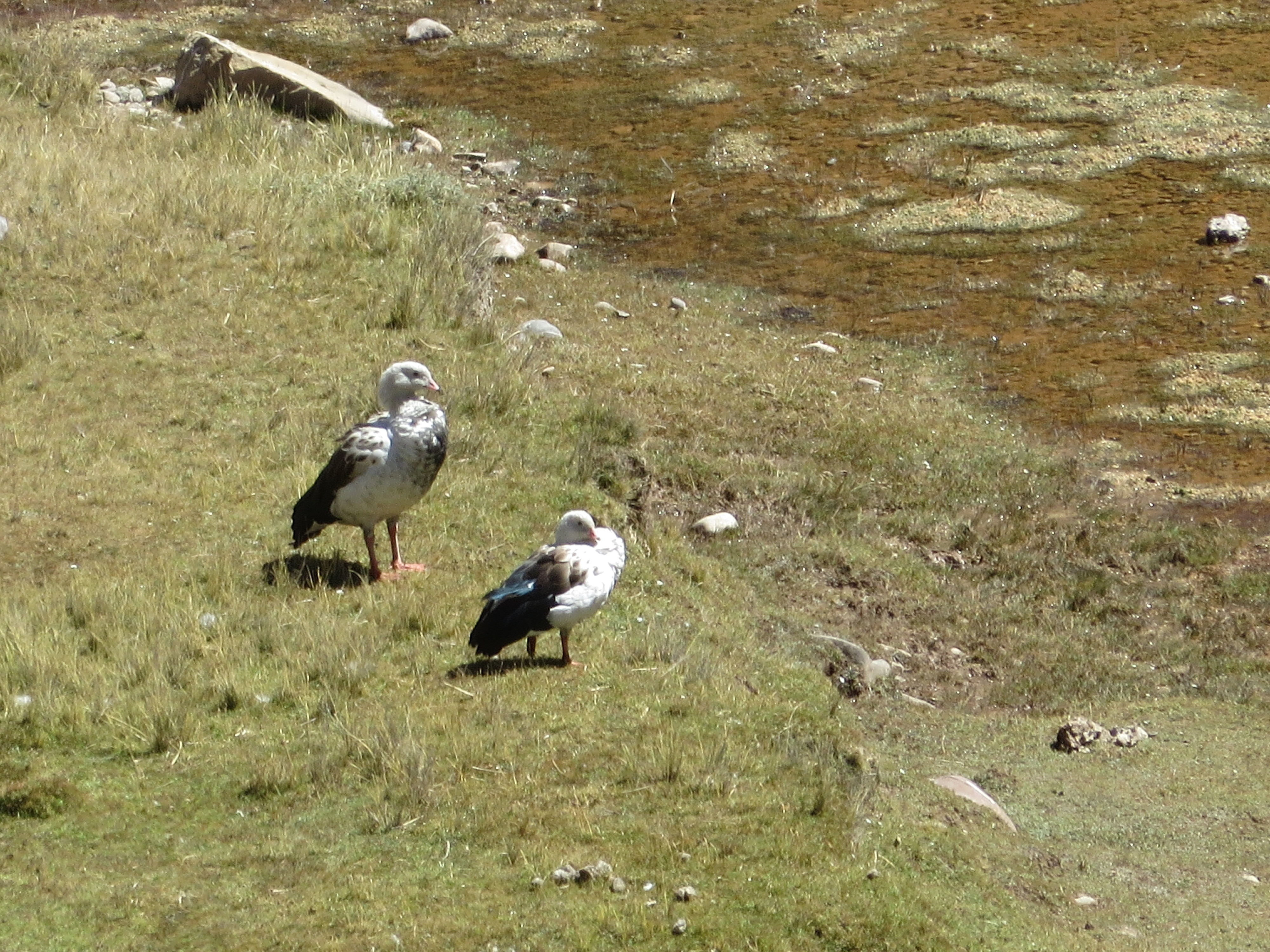
Una pareja de piuquenes en La Oroya, Perú